# Marathon van Osaka 1999
De marathon van Osaka 1999 werd gelopen op zondag 31 januari 1999. Het was de achttiende editie van deze marathon. Alleen vrouwelijke elitelopers mochten aan de wedstrijd deelnemen.
De Roemeense Lidia Şimon zegevierde voor de tweede achtereenvolgende keer; zij kwam deze keer in 2:23.24 over de streep.

## Uitslagen
| rang   | naam             | land | tijd    |
| ------ | ---------------- | ---- | ------- |
| Goud   | Lidia Şimon      | ROU  | 2:23.24 |
| Zilver | Tegla Loroupe    | KEN  | 2:23.46 |
| Brons  | Esther Wanjiru   | KEN  | 2:25.40 |
| 4      | Kayoko Obata     | JPN  | 2:26.18 |
| 5      | Nicole Carroll   | AUS  | 2:26.52 |
| 6      | Tomoe Abe        | JPN  | 2:27.05 |
| 7      | Aki Fujikawa     | JPN  | 2:27.42 |
| 8      | Taeko Terauchi   | JPN  | 2:28.10 |
| 9      | Yoshiko Ichikawa | JPN  | 2:32.10 |
| 10     | Ai Sugihara      | JPN  | 2:32.11 |
| 11     | Eri Yamaguchi    | JPN  | 2:32.15 |
| 12     | Simona Staicu    | ROU  | 2:33.10 |
| 13     | Patricia Jardon  | MEX  | 2:33.31 |
| 14     | Makiko Ito       | JPN  | 2:34.18 |
| 15     | Haruko Okamoto   | JPN  | 2:35.53 |
| 16     | Hisako Tanaka    | JPN  | 2:37.57 |
| 17     | Hiroi Kazama     | JPN  | 2:38.38 |
| 18     | Volha Yudenkova  | BLR  | 2:39.19 |
| 19     | Lisa Jane Dick   | AUS  | 2:39.22 |
| 20     | Sumiko Inami     | JPN  | 2:40.32 |
| 21     | Kaori Yamauchi   | JPN  | 2:40.41 |
| 22     | Miho Ichikawa    | JPN  | 2:41.36 |
| 23     | Yumiko Furuya    | JPN  | 2:42.06 |
| 24     | Krystyna Kuta    | POL  | 2:42.27 |
| 25     | Yoko Yasue       | JPN  | 2:43.25 |

1982 ·
1983 ·
1984 ·
1985 ·
1986 ·
1987 ·
1988 ·
1989 ·
1990 ·
1991 ·
1992 ·
1993 ·
1994 ·
1995 ·
1996 ·
1997 ·
1998 ·
1999 ·
2000 ·
2001 ·
2002 ·
2003 ·
2004 ·
2005 ·
2006 ·
2007 ·
2008 ·
2009 ·
2010 ·
2011 · 
2012 ·
2013 ·
2014 ·
2015 ·
2016 ·
2017